# 冨田浩司
冨田 浩司（とみた こうじ、1957年（昭和32年）11月8日 - ）は、日本の外交官。駐米公使、外務省北米局長を経て、2015年（平成27年）11月19日から駐イスラエル特命全権大使、2019年（令和元年）10月22日から駐韓国特命全権大使を歴任。2020年（令和2年）12月25日、駐米特命全権大使への異動が発令された。

## 経歴・人物
福岡にて出生、兵庫出身。1980年（昭和55年）10月、東京大学法学部在学中に外務公務員採用上級試験に合格する。
- 1981年（昭和56年）東京大学法学部第3類を卒業し外務省に入省。入省後、英国オックスフォード大学に語学留学。
- 1996年（平成08年）OECD代表部一等書記官
- 1998年（平成10年）OECD代表部参事官
- 1999年（平成11年）外務省経済局国際機関第二課長
- 2001年（平成13年）外務省総合外交政策局安全保障政策課長
- 2003年（平成15年）外務省総合外交政策局総務課長
- 2004年（平成16年）在大韓民国日本国大使館参事官
- 2005年（平成17年）在大韓民国日本国大使館公使
- 2006年（平成18年）在英国日本国大使館公使
- 2009年（平成21年）外務省大臣官房参事官
- 2011年（平成23年）外務省大臣官房審議官
- 2012年（平成24年）在アメリカ合衆国日本国大使館公使、次いで特命全権公使
- 2013年（平成25年）6月 外務省北米局長
- 2015年（平成27年）11月19日 イスラエル国駐箚特命全権大使[2][3][4]
- 2018年（平成30年）7月 特命全権大使（金融・世界経済に関する首脳会合担当政府代表）
- 2019年（令和01年）10月22日　大韓民国駐箚特命全権大使[5]
- 2020年（令和02年）12月25日　アメリカ合衆国駐箚特命全権大使[6]（信任状捧呈は年明けの2021年2月17日[7]）

紀子夫人は、作家三島由紀夫の長女で三島の戯曲の演出家。駐韓大使就任時には韓国のマスコミが「極右作家の娘婿が日本大使に」と取り上げた。2019年、第28回山本七平賞を受賞。

## 同期
- 兼原信克（14年国家安全保障局次長兼務・12年内閣官房副長官補）
- 泉裕泰（19年日本台湾交流協会台北事務所長・17年バングラデシュ大使）
- 上月豊久（15年ロシア大使）
- 岡村善文（19年OECD大使・17年人権人道担当大使）
- 山田彰（17年ブラジル大使・14年メキシコ大使）
- 上村司（21年日本国政府代表（中東和平担当特使）、17年サウジアラビア大使）
- 佐藤地（17年駐ハンガリー大使・15年ユネスコ大使）
- 側嶋秀展（19年ミクロネシア大使・16年ザンビア大使）
- 香川剛廣（18年国際貿易・経済担当大使・15年エジプト大使）
- 石兼公博（19年国連大使・17年カナダ大使）
- 高岡正人（19年クウェート大使・16年モンゴル大使・13年シドニー総領事・12年イラク大使）
- 高木昌弘（21年駐ドミニカ共和国大使・20年クリチバ総領事）
- 川村裕（24年依願免職・20年ノルウェー大使・18年沖縄大使・14年コートジボワール兼トーゴ兼ニジェール大使）
- 川村泰久（19年カナダ大使）
- 嘉治美佐子（19年クロアチア大使・14-17年ジュネーヴ代表部大使）
- 宮島昭夫（20年ポーランド大使・17年トルコ大使）
- 重枝豊英（15年リトアニア大使）
- 石井哲也（17年トンガ大使）
- 岡田誠司（20年バチカン大使・17年南スーダン大使）
- 冨永純正（14年青年海外協力協会会長・11年コンゴ民主共和国大使）
- 奥克彦（イラク日本人外交官射殺事件犠牲者[9]、03年殉職のため大使の称号付与）
- 伊藤光子（15年世界の子どもにワクチンを日本委員会事務局長）
- 福嶌教輝（21年駐メキシコ大使・15年駐アルゼンチン大使）
- 福嶌香代子（19年ナッシュビル総領事）

## 著作
- 『危機の指導者 チャーチル』（新潮社<新潮選書>、2011年、ISBN 4106036878）
- 『マーガレット・サッチャー　政治を変えた「鉄の女」』（新潮社<新潮選書>、2018年、ISBN 4106038323）